# Tribulje
Tribulje, čokavski Tribuje, je naselje u općini Dobrinj na otoku Krku u Republici Hrvatskoj.

## Smještaj
Tribulje se nalaze na sjeveroistoku otoka Krka, na brdu nasuprot općinskom središtu Dobrinju, a između njih je „Dobrinjsko polje“ s „Potokom“. Smještene su u unutrašnjosti otoka, nekoliko kilometara od uvale Soline. Gotovo su spojene sa susjednim mjestom Klanice.

## Prvi spomen
Prvi put se Tribulje spominju u mletačkom izvoru o upravnoj podjeli otoka Krka krajem 15. stoljeća. Od tada se spominje često u brojnim glagoljskim ispravama.

## Podrijetlo naziva
Podrijetlo naziva Tribulje još uvijek nije razjašnjeno. Međutim, naziv, a osobito njegov lokalni oblik „Tribuje“, je arhaičan i upućuje na veliku starost, možda vukući podrijetlo od neke staročakavske izumrle riječi.

## Stanovništvo
Prema popisu stanovništva iz 2001. godine u Tribuljama je živjelo 56 stanovnika.
Kretanje broja stanovnika Tribulja donekle je različito od kretanja broja stanovika u većini ostalih mjesta Dobrinjštine. Dok ona imaju najveću naseljenost uglavnom početkom 20. stoljeća, drastičan pad sredinom 20. te lagani oporavak krajem 20. i početkom 21. stoljeća, Tribulje najveći broj žitelja ima 1961. godine – 87 stanovika. Osim toga, ne bilježe se drastični padovi ni rastovi broja stanovika: od 1869. do 2001. godine broj stanovnika kretao se između 50 – 87. 
Nakon izlaska otoka iz prometne izolacije otvaranjem Krčkog mosta i Zračne luke Rijeka oko 1980. godine, što je omogućilo značajniji razvoj turizma i obrta, Tribulje posljednjih 30-etak godina bilježe porast stanovništva, ali vrlo mali.
| broj stanovnika | 64    | 70    | 62    | 72    | 68    | 68    | 75    | 81    | 83    | 86    | 87    | 79    | 50    | 56    | 56    | 54    | 55    |
|                 | 1857. | 1869. | 1880. | 1890. | 1900. | 1910. | 1921. | 1931. | 1948. | 1953. | 1961. | 1971. | 1981. | 1991. | 2001. | 2011. | 2021. |

## Gospodarstvo
Nekada glavna grana gospodarstva, poljoprivreda, i danas ima važnu ulogu, naročito stočarstvo. Veliki problem lokalnim poljoprivrednicima predstavlja alohtona divljač, medvjedi i divlje svinje.
U „Dobrinjskom polju“ podno Tribulja nekada je bilo intenzivno razvijeno ratarstvo, ali je polje gotovo potpuno zapušteno, osim prema obližnjem lokalitetu Meline. 
Na Melinama su u srednjem vijeku Frankopani imali solane.
Posljednjih dvaju desetljeća je obnovljen velik dio maslinika.
Osim poljodjelstva u mjestu djeluje i nekoliko obrtnika.
Iako nedaleko od mora ( uvala Soline ) i s očuvanom prirodom i autohtonom primorskom arhitekturom, Tribulje nemaju nikakvu turističku ponudu osim samo nekoliko apartmana.

## Vanjske poveznice
- službene stranice općine Dobrinj

- Službene stranice Turističke zajednice Općine Dobrinj  Arhivirana inačica izvorne stranice od 26. srpnja 2010. (Wayback Machine)